# 大江會
大江會是一個20世紀20年代由梁實秋、聞一多、羅隆基、何浩若、吳文藻等一部分出身清華學校的中國留美學生組織的一個國家主義團體。大江會主張的國家主義是指，在當時中國內外危機的情勢下，應將國家利益置於政黨利益之上，執政者應超脫於個人利益、政黨利益，以政策是否有利於國家與人民為判斷標準。大江會同時主張在中國實行自由民主體制，並引導中國從農業國向工業國轉向，但同時也反對共產主義主張。當時，梁實秋還曾前往拜訪前來美國講學的哲學家伯特蘭·羅素，向羅素討教有關國家主義和大江會的相關問題。羅素對於大江會的成立給予肯定，並認為當時的中國只有推行國家主義方可走出困境。另外，當時的大江會還曾反對歐美國家在中國開辦的教會學校，認為這是一種文化侵略。大江會的官方雜誌是《大江季刊》，曾由上海泰東書局出版。
然而，大江會最後並未有太多實際行動，不久後就宣告解散。